# 진달래꽃 필 때까지
《진달래꽃 필 때까지》는 1998년 1월 5일부터 1998년 1월 27일까지 방영된 KBS 2TV 월화 드라마이다.
당초 전작 《완벽한 남자를 만나는 방법》의 조기 종영으로 인해 긴급 편성되어 1997년 12월 23일에 첫 회가 나갈 예정이었으나 급하게 편성하면 작품에 해가 될 수 있다는 판단으로 그 시간대에 특집 프로그램을 편성하였다. 이 때문에 1998년 1월 5일로 첫 방영일이 바뀌었으며, 마지막 날인 1월 26일에는 7~8회가 연속으로 방영되었다.
한편, 1995년 조선민주주의인민공화국(북한)에서 대한민국으로 귀순한 만수대 무용단원 신영희가 1996년에 출간한 수필 《진달래꽃 필 때까지》를 원작으로, 소위 '기쁨조'의 삶을 비롯한 북한의 사회 실상을 그렸으나, 원작과 달리 드라마의 내용이 자극적이고 희화화되었다는 이유로 원작자로부터 강한 항의를 받기도 하였다. 또한 극본을 담당한 정성산 역시 북한이탈주민 출신이다.

## 방송 일시
| 방송 채널 | 방송 기간                 | 비고 |
| --------- | ------------------------- | ---- |
| KBS 2TV   | 1998년 1월 5일 ~ 1월 26일 | 종료 |

## 등장 인물
- 염정아 : 주명희 역
- 유태웅 : 강룡남 역
- 윤동환 : 한지욱 역
- 박근형 : 이철규 역
- 정동환 : 김정일 역
- 허진 : 김경희 역
- 박웅 : 강보현 역
- 박원숙 : 백연순 역
- 정욱 : 황장엽 역
- 전무송 : 박현택 역
- 백윤식 : 백윤수 역
- 김청 : 림혜옥 역
- 이치우 : 오진우 역
- 한영숙 : 최은희 역
- 김진태 : 오기탁 역
- 하재영 : 김홍송 역
- 양재성
- 이일웅
- 나오미 : 우인희 역
- 허윤정 : 김수인 역
- 노현희 : 황건실 역
- 홍승희
- 김지연 : 김승희 역
- 최여름 : 희숙 역
- 박건식 : 런던 주재 북한공작원 역
- 신귀식 : 런던 주재 북한대표부 대표 역
- 이한승
- 김일우 : 경남 역
- 김대환
- 문회원 : 장철 역
- 권병길 : 의사 역
- 기정수
- 차기환
- 김지원
- 조승희 : 림숙희 역
- 송종원
- 김봉근 : 명희 부 역
- 유승봉
- 김교순 : 김성애 역
- 정의갑
- 이원희 : 김영일 역
- 김기현 : 런던 주재 대한민국 영사 역
- 양재원
- 김은영
- 박정철 : 주명철 역
- 박영태
- 고세원
- 이칸희
- 안홍진
- 문지현
- 오성열
- 이재연
- 유민주
- 송경화
- 황민
- 김옥만
- 최상길
- 곽정희
- 류복녀
- 고희준
- 최용욱

## 이모저모
- 김희애, 심은하 등이 주인공으로 물망에 올랐으나[4] 모두 살해 위협과 KBS 폭파 위협에 겁을 먹어 고사하자[5] 캐스팅 문제로 골머리를 썩여왔고, 이 때문에 1998년 1월로 첫 방영이 미뤄졌다.
- 원작자인 신영희가 자신의 자서전을 원작으로 했다는 것을 이유로 서울지법 남부지청에 방송금지 가처분신청을 했고, 결국 <두 개의 조국>으로 제목이 변경되는 듯 했으나[6] 얼마 안 돼 원래 제목으로 되돌아왔다.